# Bruniaceae
Famille
Classification APG III (2009)
La famille des Bruniacées est une famille de plantes dicotylédones qui comprend 75 espèces réparties en 12 genres.
Ce sont des arbustes, parfois des arbres, à petites feuilles persistantes (ressemblant aux bruyères) endémiques d'Afrique du Sud.

## Étymologie
Le nom vient du genre type Brunia, qui aurait été donné en hommage au graveur, peintre, écrivain-voyageur néerlandais Cornelis de Bruijn (1652-1727), lequel aurait réalisé plusieurs œuvres où cette plante est représentée,.
Cependant, une autre version affirme que cet hommage s'adresse plutôt à Alexander Brown (1692-1698), chirurgien naval anglais et collecteur de plantes en Inde, au Cap, en Espagne et en Arabie,. L'Hortum Cliffortianus de 1737 semble en effet dédier Brunia à un certain Alexander Brow,.

## Classification
La classification phylogénétique situe la divergence de cette famille à la base des Campanulidées (Euasterids II).
La classification phylogénétique APG III (2009) place cette famille sous l'ordre Bruniales.

## Liste des genres
Selon Angiosperm Phylogeny Website (12 Jul 2010), NCBI (12 Jul 2010) et DELTA Angio (12 Jul 2010) :
- Audouinia (en) Brongn.
- Berzelia (en) Brongn.
- Brunia (en) Lam.
- Linconia (en) L.
- Lonchostoma (es) Wikstr.
- Mniothamnea (es) (Oliv.) Nied.
- Nebelia Neck. ex Sweet
- Pseudobaeckea (es) Nied.
- Raspalia (es) Brongn.
- Staavia (es) Dahl
- Thamnea (en) Sol. ex Brongn.
- Tittmannia (es) Brongn.

## Liste des espèces
Selon NCBI (12 Jul 2010) :
- genre Audouinia
  - Audouinia capitata
- genre Berzelia
  - Berzelia abrotanoides
  - Berzelia arachnoidea
  - Berzelia burchellii
  - Berzelia cordifolia
  - Berzelia ecklonii
  - Berzelia galpinii
  - Berzelia incurva
  - Berzelia intermedia
  - Berzelia lanuginosa
  - Berzelia rubra
- genre Brunia
  - Brunia albiflora
  - Brunia alopecuroides
  - Brunia macrocephala
  - Brunia neglecta
  - Brunia nodiflora
  - Brunia stokoei
- genre Linconia
  - Linconia alopecuroides
  - Linconia cuspidata
  - Linconia ericoides
- genre Lonchostoma
  - Lonchostoma esterhuyseniae
  - Lonchostoma monogynum
  - Lonchostoma myrtoides
  - Lonchostoma pentandrum
  - Lonchostoma purpureum
- genre Mniothamnea
  - Mniothamnea bullata
  - Mniothamnea callunoides
- genre Nebelia
  - Nebelia fragarioides
  - Nebelia laevis
  - Nebelia paleacea
  - Nebelia sphaerocephala
  - Nebelia stokoei
- genre Pseudobaeckea
  - Pseudobaeckea africana
  - Pseudobaeckea cordata
  - Pseudobaeckea teres
- genre Raspalia
  - Raspalia angulata
  - Raspalia dregeana
  - Raspalia globosa
  - Raspalia microphylla
  - Raspalia oblongifolia
  - Raspalia phylicoides
  - Raspalia sacculata
  - Raspalia stokoei
  - Raspalia trigyna
  - Raspalia variabilis
  - Raspalia villosa
  - Raspalia virgata
- genre Staavia
  - Staavia brownii
  - Staavia comosa
  - Staavia dodii
  - Staavia dregeana
  - Staavia glutinosa
  - Staavia phylicoides
  - Staavia radiata
  - Staavia verticillata
  - Staavia zeyheri
- genre Thamnea
  - Thamnea diosmoides
  - Thamnea hirtella
  - Thamnea massoniana
  - Thamnea thesioides
  - Thamnea uniflora
- genre Tittmannia
  - Tittmannia esterhuyseniae
  - Tittmannia laevis
  - Tittmannia laxa